# Hitoshi Morishita (Fußballspieler, 1972)
Hitoshi Morishita (jap. 森下 仁志, Morishita Hitoshi; * 21. September 1972 in der Präfektur Wakayama) ist ein ehemaliger japanischer Fußballspieler und heutiger -trainer.

## Karriere

### Spieler
Morishita erlernte das Fußballspielen in der Schulmannschaft der Teikyo High School und der Universitätsmannschaft der Juntendo-Universität. Seinen ersten Vertrag unterschrieb er 1995 bei Gamba Osaka. Der Verein spielte in der höchsten Liga des Landes, der J1 League. Für den Verein absolvierte er 151 Erstligaspiele. 2001 wechselte er zum Ligakonkurrenten Consadole Sapporo. Am Ende der Saison 2002 stieg der Verein in die J2 League ab. Für den Verein absolvierte er 79 Spiele. 2004 wechselte er zum Erstligisten Júbilo Iwata. Ende 2005 beendete er seine Karriere als Fußballspieler.

## Erfolge

### Verein
Júbilo Iwata
- Japanischer Pokalfinalist: 2004